# مجلس الوزراء الكويتي (يونيو 2023)
مجلس الوزراء الكويتي (يونيو 2023) أو حكومة الشيخ أحمد النواف الرابعة، هي الحكومة الكويتية الثالثة والأربعون في تاريخ دولة الكويت منذ الاستقلال في عام 1961، تشكلت الحكومة في مساء يوم الأحد 18 يونيو 2023 وفقاً للمرسوم رقم 116 لسنة 2023 الذي أصدره سمو الشيخ مشعل الأحمد الجابر الصباح ولي عهد دولة الكويت وذالك بعد أستقالة الحكومة السابقة في 7 يونيو 2023 عملاً بالمادة 57 من دستور الكويت والتي تنص على تشكيل حكومة جديدة بعد الانتخابات البرلمانية، حيث أنه في يوم الأربعاء 14 يونيو 2023 أصدر ولي عهد دولة الكويت أمر أميري بتعين سمو الشيخ أحمد نواف الأحمد الصباح رئيساً لمجلس الوزراء وتكليفه بترشيح أعضاء الحكومة وصدر مرسوم تشكيل الحكومة في مساء يوم الأحد 18 يونيو 2023  وفي 20 ديسمبر 2023 رفع سمو الشيخ أحمد نواف الأحمد الصباح رئيس مجلس الوزراء أستقالة الحكومة إلى صاحب السمو الشيخ مشعل الأحمد الجابر الصباح أمير دولة الكويت الذي تولى الحكم في 16 ديسمبر 2023 بعد وفاة صاحب السمو الشيخ نواف الأحمد الجابر الصباح حيث أصدر أمير دولة الكويت أمر أميري بقبول أستقالة رئيس مجلس الوزراء والوزراء واستمرار كل منهم في تصريف العاجل من شؤون منصبه لحين تشكيل الحكومة الجديدة. 

## أعضاء مجلس الوزراء

### التشكيل الوزاري منذ 30 أكتوبر 2023 حتى أستقالة الحكومة في 20 ديسمبر 2023
| الأسم | المنصب                                                                             |
| --- | ---------------------------------------------------------------------------------- |
| الشيخ أحمد نواف الأحمد الصباح | رئيس مجلس الوزراء                                                                  |
| الشيخ طلال خالد الأحمد الصباح | النائب الأول لرئيس مجلس الوزراء وزير الداخلية                                      |
| الشيخ أحمد فهد الأحمد الصباح | نائب رئيس مجلس الوزراء وزير الدفاع                                                 |
| عيسى أحمد الكندري | نائب رئيس مجلس الوزراء وزير الدولة لشؤون مجلس الوزراء وزير الدولة لشؤون مجلس الأمة |
| الدكتور سعد حمد البراك | نائب رئيس مجلس الوزراء وزير النفط وزير الدولة للشؤون الاقتصادية والاستثمار         |
| عبد الرحمن بداح المطيري | وزير الأعلام وزير الأوقاف والشؤون الإسلامية                                        |
| فهد علي الشعلة | وزير الدولة لشؤون البلدية وزير الدولة لشؤون الأتصالات                              |
| الدكتور أحمد عبدالوهاب العوضي | وزير الصحة                                                                         |
| الشيخ سالم عبد الله الجابر الصباح | وزير الخارجية                                                                      |
| محمد عثمان العيبان | وزير التجارة والصناعة وزير الدولة لشؤون الشباب                                     |
| جاسم محمد الاستاد | وزير الكهرباء والماء والطاقة المتجددة وزير الأشغال العامة بالوكالة                 |
| فالح عبدالله الرقبة | وزير العدل وزير الدولة لشؤون الأسكان                                               |
| الشيخ فراس سعود المالك الصباح | وزير الشؤون الاجتماعية وشؤون الأسرة والطفولة                                       |
| الدكتور عادل علي المانع | وزير التربية وزير التعليم العالي والبحث العلمي                                     |
| فهد عبدالعزيز الجار الله | وزير المالية                                                                       |
| في 30 أكتوبر 2023 صدر مرسوماً بقبول أستقالة أماني سليمان بوقماز وزيرة الأشغال العامة ومرسوماً بتعين جاسم محمد الاستاد وزير الكهرباء والماء والطاقة المتجددة بالإضافة لمنصبه وزيراً للأشغال العامة بالوكالة |                                                                                    |

### التشكيل الوزاري منذ 3 سبتمبر 2023 حتى 30 أكتوبر 2023
| الأسم | المنصب                                                                             |
| --- | ---------------------------------------------------------------------------------- |
| الشيخ أحمد نواف الأحمد الصباح | رئيس مجلس الوزراء                                                                  |
| الشيخ طلال خالد الأحمد الصباح | النائب الأول لرئيس مجلس الوزراء وزير الداخلية                                      |
| الشيخ أحمد فهد الأحمد الصباح | نائب رئيس مجلس الوزراء وزير الدفاع                                                 |
| عيسى أحمد الكندري | نائب رئيس مجلس الوزراء وزير الدولة لشؤون مجلس الوزراء وزير الدولة لشؤون مجلس الأمة |
| الدكتور سعد حمد البراك | نائب رئيس مجلس الوزراء وزير النفط وزير الدولة للشؤون الاقتصادية والاستثمار         |
| عبد الرحمن بداح المطيري | وزير الأعلام وزير الأوقاف والشؤون الإسلامية                                        |
| فهد علي الشعلة | وزير الدولة لشؤون البلدية وزير الدولة لشؤون الأتصالات                              |
| الدكتور أحمد عبدالوهاب العوضي | وزير الصحة                                                                         |
| أماني سليمان بوقماز | وزيرة الأشغال العامة                                                               |
| الشيخ سالم عبد الله الجابر الصباح | وزير الخارجية                                                                      |
| محمد عثمان العيبان | وزير التجارة والصناعة وزير الدولة لشؤون الشباب                                     |
| جاسم محمد الاستاد | وزير الكهرباء والماء والطاقة المتجددة                                              |
| فالح عبدالله الرقبة | وزير العدل وزير الدولة لشؤون الأسكان                                               |
| الشيخ فراس سعود المالك الصباح | وزير الشؤون الاجتماعية وشؤون الأسرة والطفولة                                       |
| الدكتور عادل علي المانع | وزير التربية وزير التعليم العالي والبحث العلمي                                     |
| فهد عبدالعزيز الجار الله | وزير المالية                                                                       |
| في 3 سبتمبر 2023 صدر مرسوماً بتعين الدكتور عادل علي المانع وزيراً للتربية ووزيراً للتعليم العالي والبحث العلمي وفهد الجار الله وزيراً للمالية |                                                                                    |

### التشكيل الوزاري خلال الفترة 20 يوليو 2023 حتى 3 سبتمبر 2023
| الأسم | المنصب                                                                                           |
| --- | ------------------------------------------------------------------------------------------------ |
| الشيخ أحمد نواف الأحمد الصباح | رئيس مجلس الوزراء                                                                                |
| الشيخ طلال خالد الأحمد الصباح | النائب الأول لرئيس مجلس الوزراء وزير الداخلية                                                    |
| الشيخ أحمد فهد الأحمد الصباح | نائب رئيس مجلس الوزراء وزير الدفاع                                                               |
| عيسى أحمد الكندري | نائب رئيس مجلس الوزراء وزير الدولة لشؤون مجلس الوزراء وزير الدولة لشؤون مجلس الأمة               |
| الدكتور سعد حمد البراك | نائب رئيس مجلس الوزراء وزير النفط وزير الدولة للشؤون الاقتصادية والاستثمار وزير المالية بالوكالة |
| عبد الرحمن بداح المطيري | وزير الأعلام وزير الأوقاف والشؤون الإسلامية                                                      |
| فهد علي الشعلة | وزير الدولة لشؤون البلدية وزير الدولة لشؤون الأتصالات                                            |
| الدكتور أحمد عبدالوهاب العوضي | وزير الصحة                                                                                       |
| أماني سليمان بوقماز | وزيرة الأشغال العامة                                                                             |
| الشيخ سالم عبد الله الجابر الصباح | وزير الخارجية                                                                                    |
| محمد عثمان العيبان | وزير التجارة والصناعة وزير الدولة لشؤون الشباب                                                   |
| جاسم محمد الاستاد | وزير الكهرباء والماء والطاقة المتجددة وزير التربية بالوكالة                                      |
| فالح عبدالله الرقبة | وزير العدل وزير الدولة لشؤون الأسكان                                                             |
| الشيخ فراس سعود المالك الصباح | وزير الشؤون الاجتماعية وشؤون الأسرة والطفولة                                                     |
| في 20 يوليو 2023 صدر مرسوماً بقبول استقالة حمد العدواني وزير التربية وتعين جاسم الاستاد وزير الكهرباء والماء والطاقة المتجددة بالإضافة لمنصبه وزيراً للتربية بالوكالة |                                                                                                  |

### التشكيل الوزاري خلال الفترة 12 يوليو 2023 حتى 20 يوليو 2023
| الأسم | المنصب                                                                                           |
| --- | ------------------------------------------------------------------------------------------------ |
| الشيخ أحمد نواف الأحمد الصباح | رئيس مجلس الوزراء                                                                                |
| الشيخ طلال خالد الأحمد الصباح | النائب الأول لرئيس مجلس الوزراء وزير الداخلية                                                    |
| الشيخ أحمد فهد الأحمد الصباح | نائب رئيس مجلس الوزراء وزير الدفاع                                                               |
| عيسى أحمد الكندري | نائب رئيس مجلس الوزراء وزير الدولة لشؤون مجلس الوزراء وزير الدولة لشؤون مجلس الأمة               |
| الدكتور سعد حمد البراك | نائب رئيس مجلس الوزراء وزير النفط وزير الدولة للشؤون الاقتصادية والاستثمار وزير المالية بالوكالة |
| عبد الرحمن بداح المطيري | وزير الأعلام وزير الأوقاف والشؤون الإسلامية                                                      |
| فهد علي الشعلة | وزير الدولة لشؤون البلدية وزير الدولة لشؤون الأتصالات                                            |
| الدكتور أحمد عبدالوهاب العوضي | وزير الصحة                                                                                       |
| أماني سليمان بوقماز | وزيرة الأشغال العامة                                                                             |
| حمد عبدالوهاب العدواني | وزير التربية                                                                                     |
| الشيخ سالم عبد الله الجابر الصباح | وزير الخارجية                                                                                    |
| محمد عثمان العيبان | وزير التجارة والصناعة وزير الدولة لشؤون الشباب                                                   |
| جاسم محمد الاستاد | وزير الكهرباء والماء والطاقة المتجددة                                                            |
| فالح عبدالله الرقبة | وزير العدل وزير الدولة لشؤون الأسكان                                                             |
| الشيخ فراس سعود المالك الصباح | وزير الشؤون الاجتماعية وشؤون الأسرة والطفولة                                                     |
| في 12 يوليو 2023 صدر مرسوماً بقبول استقالة مناف الهاجري وزير المالية وتعين الدكتور سعد البراك نائب رئيس الوزراء وزير النفط وزير الدولة للشؤون الاقتصادية والاستثمار بالإضافة لمنصبه وزيراً للمالية بالوكالة |                                                                                                  |

### التشكيل الوزاري خلال الفترة 18 يونيو 2023 حتى 12 يوليو 2023
| الأسم                             | المنصب                                                                             |
| --------------------------------- | ---------------------------------------------------------------------------------- |
| الشيخ أحمد نواف الأحمد الصباح     | رئيس مجلس الوزراء                                                                  |
| الشيخ طلال خالد الأحمد الصباح     | النائب الأول لرئيس مجلس الوزراء وزير الداخلية                                      |
| الشيخ أحمد فهد الأحمد الصباح      | نائب رئيس مجلس الوزراء وزير الدفاع                                                 |
| عيسى أحمد الكندري                 | نائب رئيس مجلس الوزراء وزير الدولة لشؤون مجلس الوزراء وزير الدولة لشؤون مجلس الأمة |
| الدكتور سعد حمد البراك            | نائب رئيس مجلس الوزراء وزير النفط وزير الدولة للشؤون الاقتصادية والاستثمار         |
| عبد الرحمن بداح المطيري           | وزير الأعلام وزير الأوقاف والشؤون الإسلامية                                        |
| فهد علي الشعلة                    | وزير الدولة لشؤون البلدية وزير الدولة لشؤون الأتصالات                              |
| الدكتور أحمد عبدالوهاب العوضي     | وزير الصحة                                                                         |
| أماني سليمان بوقماز               | وزيرة الأشغال العامة                                                               |
| حمد عبدالوهاب العدواني            | وزير التربية                                                                       |
| الشيخ سالم عبد الله الجابر الصباح | وزير الخارجية                                                                      |
| محمد عثمان العيبان                | وزير التجارة والصناعة وزير الدولة لشؤون الشباب                                     |
| مناف عبدالعزيز الهاجري            | وزير المالية                                                                       |
| جاسم محمد الاستاد                 | وزير الكهرباء والماء والطاقة المتجددة                                              |
| فالح عبدالله الرقبة               | وزير العدل وزير الدولة لشؤون الأسكان                                               |
| الشيخ فراس سعود المالك الصباح     | وزير الشؤون الاجتماعية وشؤون الأسرة والطفولة                                       |